# Nova Washington
Nova Washington é um município de  terceira classe de renda municipal (d) na província Aklan, nas Filipinas. De acordo com o censo de 1 de maio  de  2020 possui uma população de 47 955 pessoas e 11 933 domicílios.